# Kord Michaelis
Kord Michaelis (* 24. Dezember 1966 in Hamburg) ist ein deutscher Kantor und Kirchenmusikdirektor.

## Leben
Kord Michaelis wuchs in Hamburg auf, wo er seine erste musikalische Ausbildung auf den Instrumenten Violine, Viola, Klavier und Orgel erhielt. Als Absolvent des Albert-Schweitzer-Musikgymnasiums studierte er an der Musikhochschule Detmold in den Hauptfächern Orgel bei Gerhard Weinberger und Gesang bei Hildegard Uhrmacher.
Von 1991 bis 1993 war er Kantor in Rheinfelden (Baden) und Bezirkskantor in Lörrach; ab 1993 war er Kirchenmusikdirektor an der Stadtkirche Celle. Von 2001 bis 2013 war Kord Michaelis als Nachfolger von Rolf Schweizer der  Landeskantor der Badischen Landeskirche in Pforzheim und in dieser Funktion auch Kantor und Organist an der Stadtkirche Pforzheim sowie Leiter des Motettenchors Pforzheim, der Jugendkantorei Pforzheim, des Bachorchesters Pforzheim sowie des Oratorienchors Pforzheim. Seit Januar 2013 ist Kord Michaelis Landeskirchenmusikdirektor der Evangelischen Landeskirche in Baden.
Von 2011 bis 2021 war Kord Michaelis Präsident der Direktorenkonferenz Kirchenmusik der Evangelischen Kirche in Deutschland. Zudem ist er Vizepräsident des Landesmusikrates Baden-Württemberg.